# 疏花翠雀花
疏花翠雀花（学名：Delphinium sparsiflorum）是毛茛科翠雀属的植物，为中国的特有植物。分布于中国大陆的青海、宁夏、甘肃等地，生长于海拔1,900米至2,800米的地区，多生长在山地草坡及云杉林中，目前尚未由人工引种栽培。